# Pykenbrock

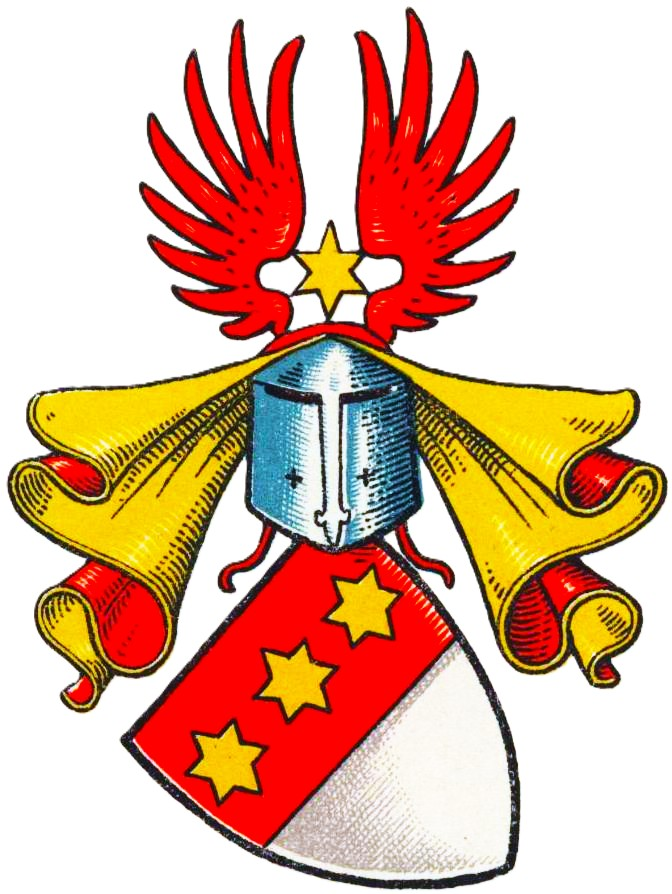
Wappen der Pykenbrock im Wappenbuch des Westfälischen Adels

Pykenbrock (auch Pikenbrock, Piekenbrock, Haghen genannt Pykenbrock o. ä.) ist der Name eines erloschenen westfälischen Adelsgeschlechts.

## Geschichte
Das Geschlecht stammt aus einer namensgebenden Bauerschaft in der Gegend um Lüdinghausen.
Schon 1175 kommt Bernard von Pykenbrock als Zeuge in einer Urkunde des Münsteraner Bischofs Hermann II. vor. 1304 hatten die Brüder Henrich und Hermann von Pykenbrock eine Fehde mit der Stadt Dortmund. 1307 verkauften Hermann Pikenbrock, seine Frau Wrederadis, ihr Sohn und ihre Töchter Wrederadis, Kunigunde, und Bata das Haus Musnehorst dem Kloster Rengering. 1385 wurde Bernd Pykenbrock von Johann Morryen belehnt. 1470 erscheint Johann Pykenbrock der Alte, als er zusammen mit seinen Söhnen Johann, Henrich und Albert Grundstücke im Kirchspiel Lüdinghausen verkaufte. 1480 wohnte die Familie auf Haus Grotenhus im Kirchspiel Nordkirchen, das die Familie 1519 an die von Ascheberg vererbte. 1480 treten Heydenrich Pykenbrock und seine Frau Grete auf.
Laut Max von Spießen erlosch die Familie um 1550. 1553 und noch 1559 erscheint ein Fräulein Margarethe Pykenbrock zu Asbecke, als sie mit dem Stift Metelen bzw. Engelbert von Münster zu Alst hörige Leute wechselte.

## Wappen
Blasonierung: Von Rot über Silber geteilt, oben drei goldene balkenweis gestellte Sterne. Auf dem Helm mit rot-goldenen Helmdecken ein goldener Stern zwischen einem offenen roten Flug.